# Das Orchester
Das Orchester è una rivista tedesca per musicisti e produttori che, dal 1953, viene pubblicata undici volte all'anno dalla casa editrice Schott Music ed è distribuita in oltre 45 paesi nel mondo. La redazione capo ha sede a Berlino, la redazione dell'editore è a Magonza.

## Contenuti
La rivista si occupa di tutto ciò che riguarda l'orchestra: formazione e vita professionale dei musicisti, musica e patologie dei musicisti, educazione musicale e programmi di formazione, acquisizione del pubblico e finanziamento culturale, marketing e gestione dell'orchestra. Offre uno sguardo al panorama orchestrale internazionale riferendo sulle attività dei cori radiofonici e pubblicando studi legati alla ricerca sul pubblico, mostrando la vita musicale contemporanea con rapporti su serie di concerti, anteprime di teatro musicale, festival musicali, concorsi e simposi. Pubblica anche informazioni su novità per musicisti, ad esempio nella liuteria, brevi relazioni e recensioni dettagliate di nuovi libri, spartiti, CD e DVD.
A partire dal 2011, Das Orchester cura, sul proprio sito web, il mercato del lavoro per musicisti più grande del mondo, in cui quasi tutte le orchestre e i cori radiofonici tedeschi, le orchestre europee e internazionali pubblicizzano i loro posti vacanti e pubblicizzano audizioni.

## Editori
- 1953-1979: Hermann Voss
- 1953-1974: Ernest Fischer
- 1959-1990: Ingrid Hermann
- 1975-2001: Gunther Engelmann
- 1976-1978: Peter Circonferenza
- 1978-2000: Rolf Dunwald
- 1990-2021: Andrea Raab (redazione editoriale)
- 2001-2015: Ulrich Ruhnke (caporedattore)
- dal 2001: Gerald Mertens (caporedattore)
- dal 2015: Frauke Adrians (caporedattore)
- dal 2021: Rüdiger Behschnitt (redazione editoriale)
- dal 2021: Kerstin Siegrist (redazione editoriale)